# Les Fouaillages
Les Fouaillages är en fornlämning i kronbesittningen Guernsey. Den ligger i den nordöstra delen av landet. Les Fouaillages ligger 7 meter över havet. Den ligger på ön Guernsey.
Terrängen runt Les Fouaillages är platt. Närmaste större samhälle är Saint Sampson, 1,8 km sydost om Les Fouaillages.